# Mekari-jinja

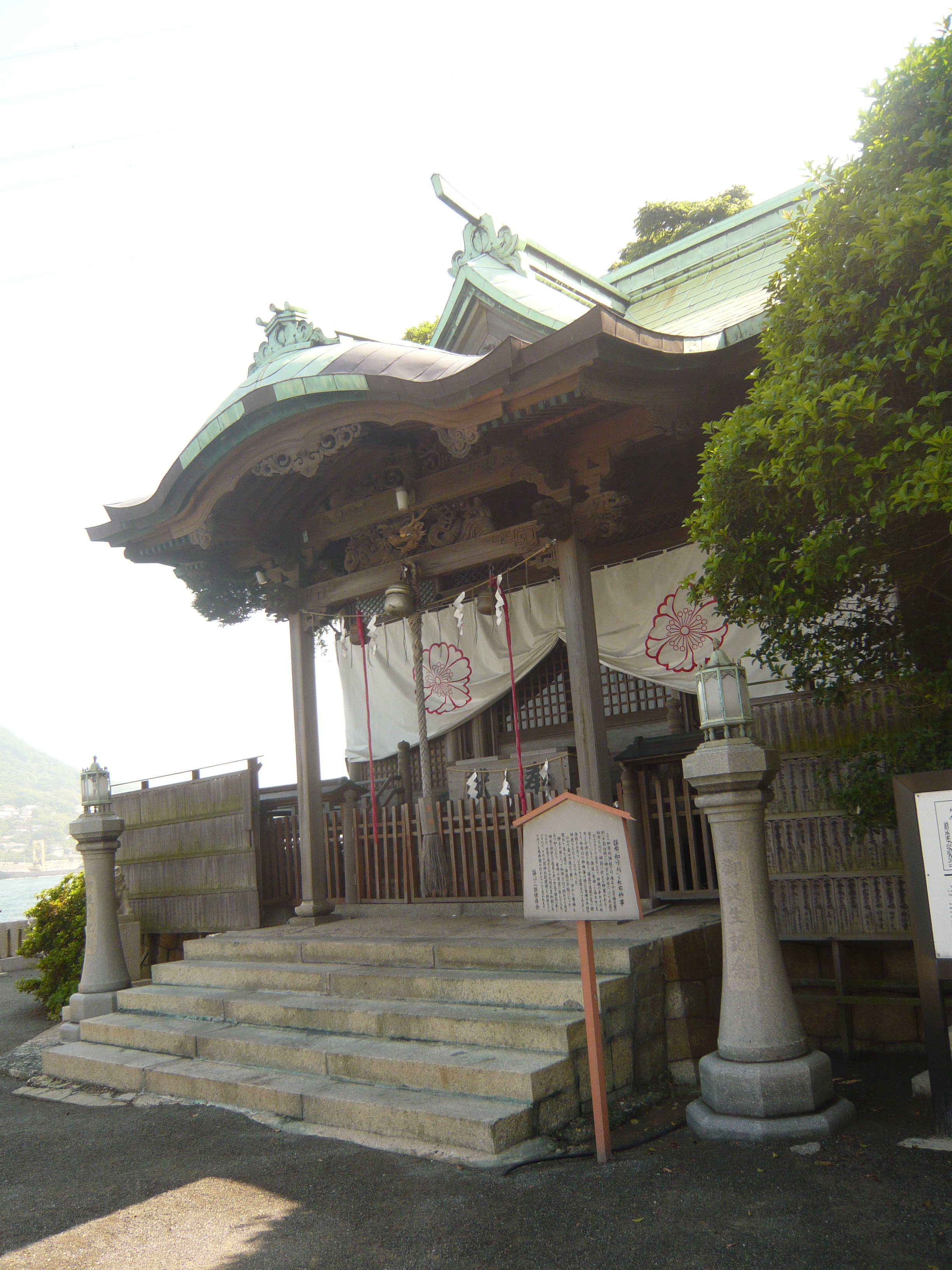
Honden, bâtiment principal du sanctuaire.

Le Mekari-jinja (和布刈神社) est un sanctuaire shinto situé dans l'arrondissement de Moji-ku, Kitakyūshū, préfecture de Fukuoka au Japon.

## Histoire
La femme de l'empereur Chūai et l'impératrice Jingū sont venues ici durant la légendaire invasion de la Corée au IIIe siècle. Elle[Qui ?] fait construire Mekari-jinja en guise de remerciement aux kamis auprès desquels elle est endettée. L'actuel bâtiment principal du sanctuaire est reconstruit en 1767 par le clan Ogasawara de Harima.

## Rituel shintoMekari shinji
Lors de l'accomplissement du rituel shinto appelé Mekari shinji, du wakamé (une algue) est coupé de l'océan à marée basse et offert sur l'autel lors d'une cérémonie menée dans les premières heures du matin de la première journée du Nouvel An selon l'ancien calendrier lunaire. Le rituel, censé porter chance, est classé « bien culturel folklorique immatériel » par la préfecture de Fukuoka.

## Galerie d'images

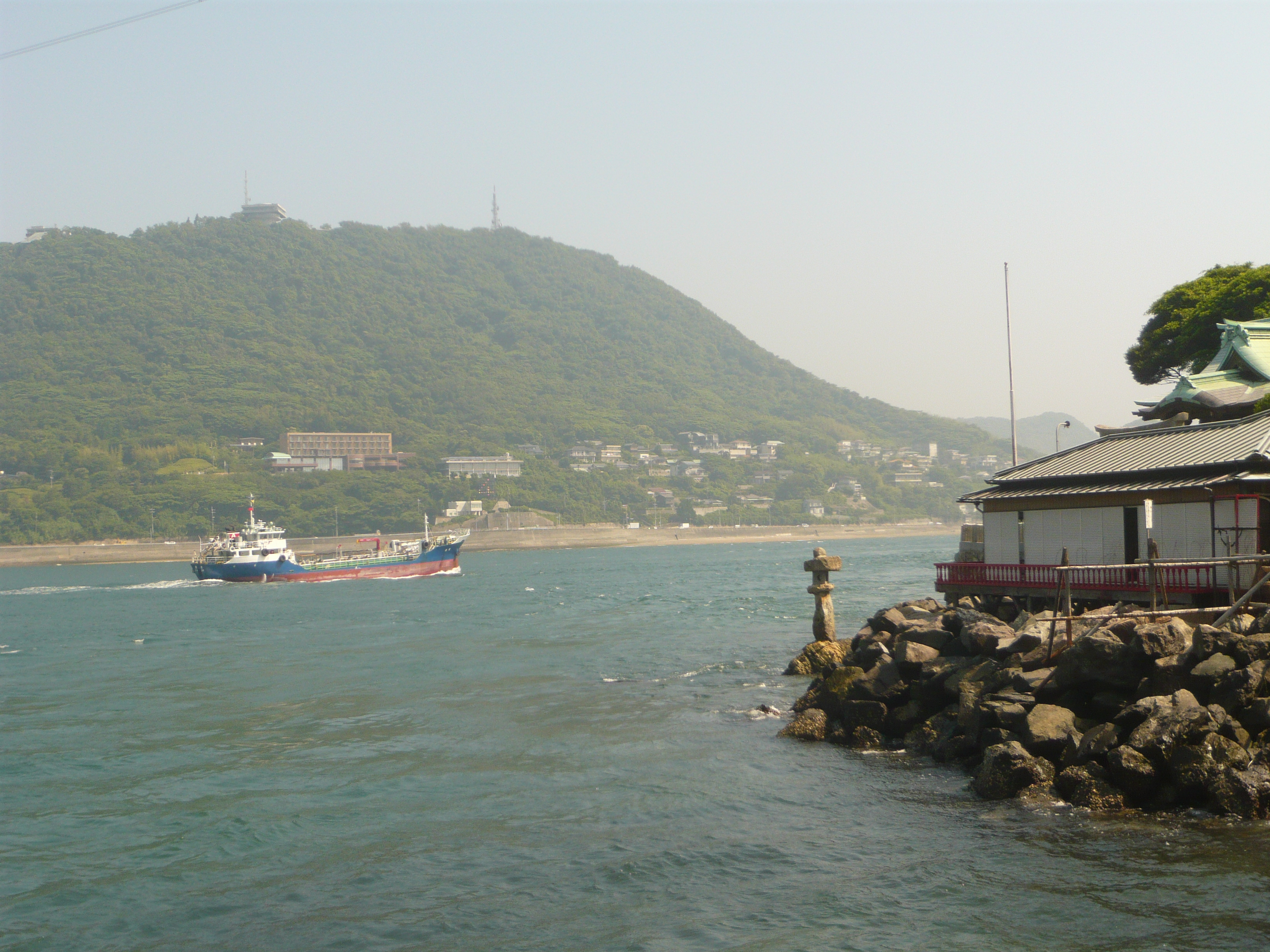
Vue du détroit de Kammon à partir du sanctuaire.
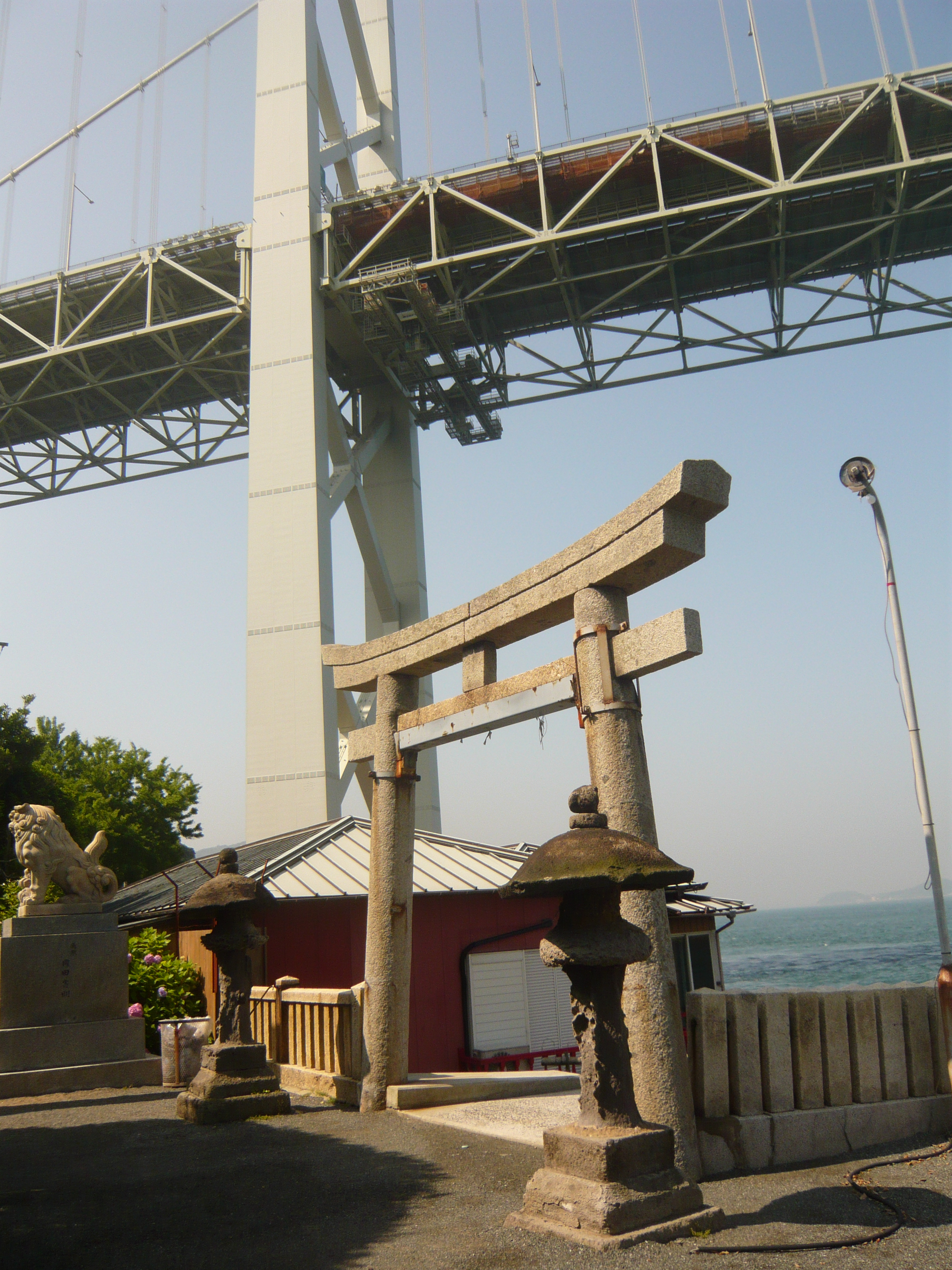
Un torii situé sous le pont Kanmon.